# نيديركورن
نيديركورن (Niederkorn) مدينة تقع في بلدية ديفيردانغ جنوب غرب لوكسمبورغ. بلغ عدد سكانها عام 2005 ما يقارب 3000 نسمة.

## أعلام
- نيكولا ماي
- داني موتا
- أوليفييه ثيل
- فرناند بروسيوس
- أرنولد كيفر